# Ceraia tuxtlaensis
Ceraia tuxtlaensis is een rechtvleugelig insect uit de familie sabelsprinkhanen (Tettigoniidae). De wetenschappelijke naam van deze soort is voor het eerst geldig gepubliceerd in 1964 door Márquez Mayaudón.